# Condor Airlines
Condor Airlines (нем. Condor Flugdienst), часто называемая кратко Condor — немецкая авиакомпания. Condor выполняет полёты в Средиземноморье, Азию, Африку, Северную и Южную Америку и на острова Карибского бассейна. Её основная база — аэропорт Франкфурта; второй хаб — Мюнхен. Штаб-квартира находится во Франкфурте-на-Майне (земля Гессен), с дополнительным офисом в городе Оберурзель (та же земля). Собственником авиакомпании являлась  Thomas Cook Group.

## История
Авиакомпания была основана 21 декабря 1955 года как Deutsche Flugdienst GmbH и начала перевозки 28 марта 1956 года. Кризис рынка чартерных перевозок в начале 1960-х годов привёл к тому, что компанией завладела Lufthansa и название компании было сменено на Condor Flugdienst 25 октября 1961 года; в это время компания эксплуатировала четыре самолёта Vickers Viscount и два Fokker F27.

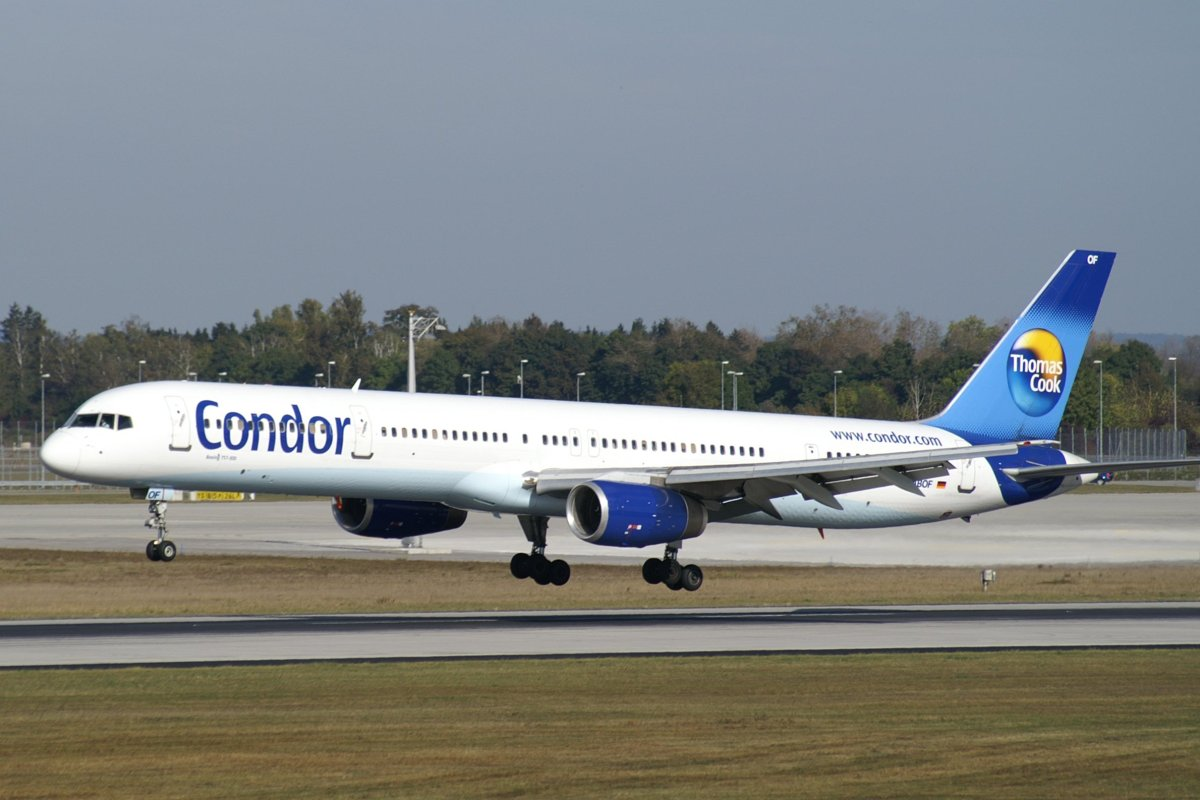
Боинг 757 авиакомпании Condor в старой ливрее

C 1965 по 1969 годы Condor испытала большой рост в связи с переходом на реактивные самолёты. Первым был Boeing 727, к нему в 1967 году добавился Boeing 707, в 1969 году — Douglas DC-8, несколько 727-х и три Boeing 737 вошли в его флот. Позже, в 1971 году, добавился Boeing 747 — после этого авиакомпания начала полёты в Северную Америку. Подкошенная топливным кризисом 1970-х годов, авиакомпания избавилась от гигантских Boeing 747 и добавила три McDonnell Douglas DC-10 для своих дальнемагистральных маршрутов, а также самолёты Airbus A300 в 1981 году.
В 1980-х и 1990-х годах штаб-квартира авиакомпании находилась в городе Ной-Изенбург, земля Гессен.
В началае 1990-х годов флот был обновлён введением самолётов Boeing 757 и Boeing 767. В это время компания была важнейшим чартерным перевозчиком мира, совершавшим полёты в 65 экзотических пунктов назначения и крупных городов мира. Она была слита с авиакомпанией Südflug в августе 1992 года.
C&N Touristic, родительская компания Condor, была переименована в Thomas Cook AG вслед за C&N’s вхождением в одноимённую британскую туристическую компанию. В марте 2003 года проведён ребрендинг в «Thomas Cook — Powered by Condor» как часть ребрендинга всей группы. Condor Berlin вошёл в Thomas Cook AG во время ребрендинга в марте 2003 года. Однако, в мае 2004 года и новый CEO решил вернуться к традиционному названию.
10 февраля 2008 года Thomas Cook подтвердила намерение выкупить принадлежащие компании Lufthansa 24,9% акций авиакомпании, выполняя предварительное соглашение 2007 года. Сделка, оценённая в 77,19 миллионов евро (68 миллионов фунтов стерлингов), даст возможность группе Thomas Cook Group получить в единоличное владение Condor, завершив 48 лет вовлечённости компании Lufthansa в самого крупного чартерного перевозчика.

## Пункты назначения
Condor Airlines выполняет регулярные и сезонные рейсы в несколько десятков городов мира — 7 африканских стран, 13 стран Северной Америки, две южноамериканские страны, 4 азиатские и семь европейских стран.
Популярные направления это Пальма-Де-Майорка (Испания), Крит (Греция), Канарские острова (Испания), Лос-Анджелес (США) и Пхукет, (Таиланд).

## Флот

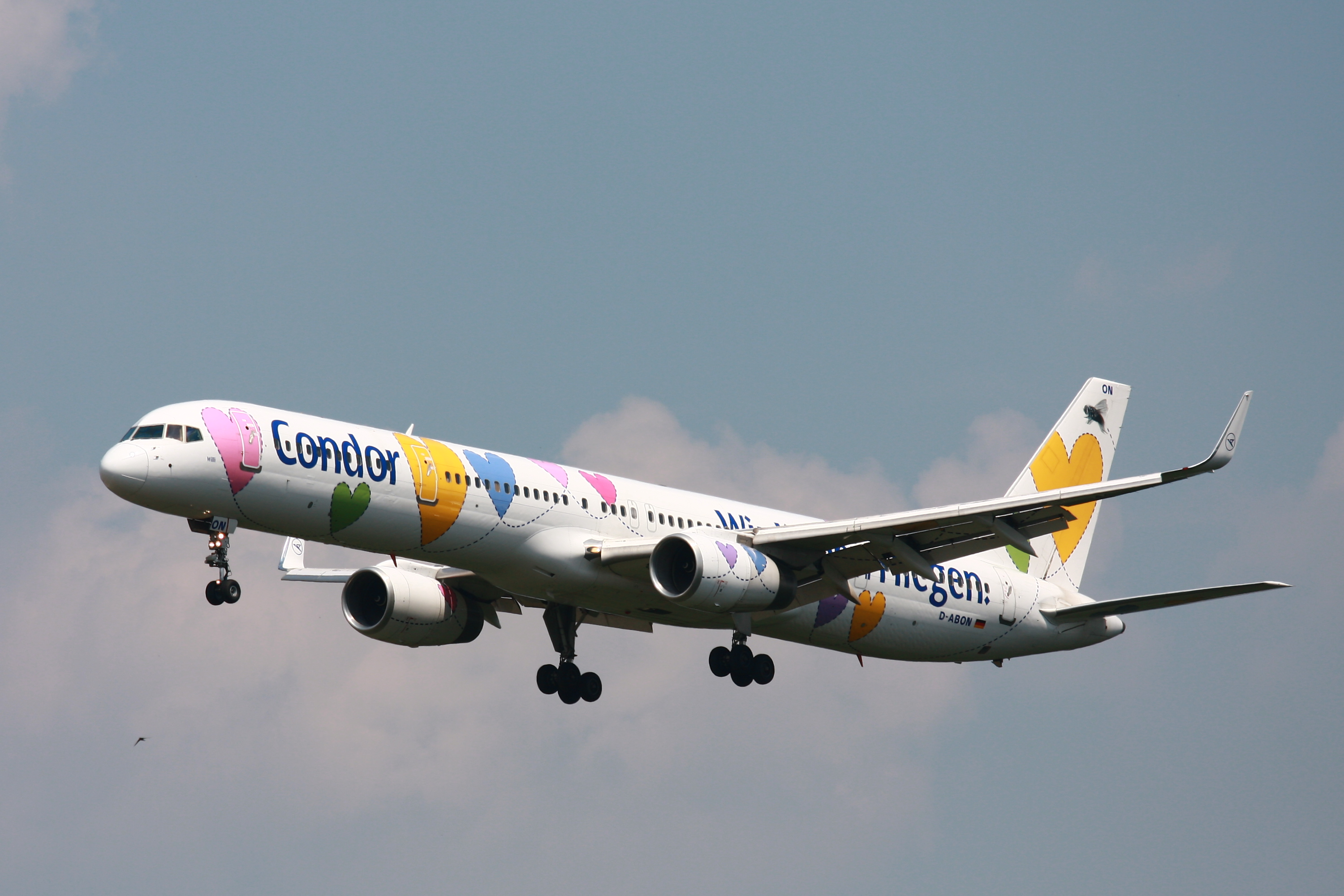
Boeing 757-300 в специальной раскраске

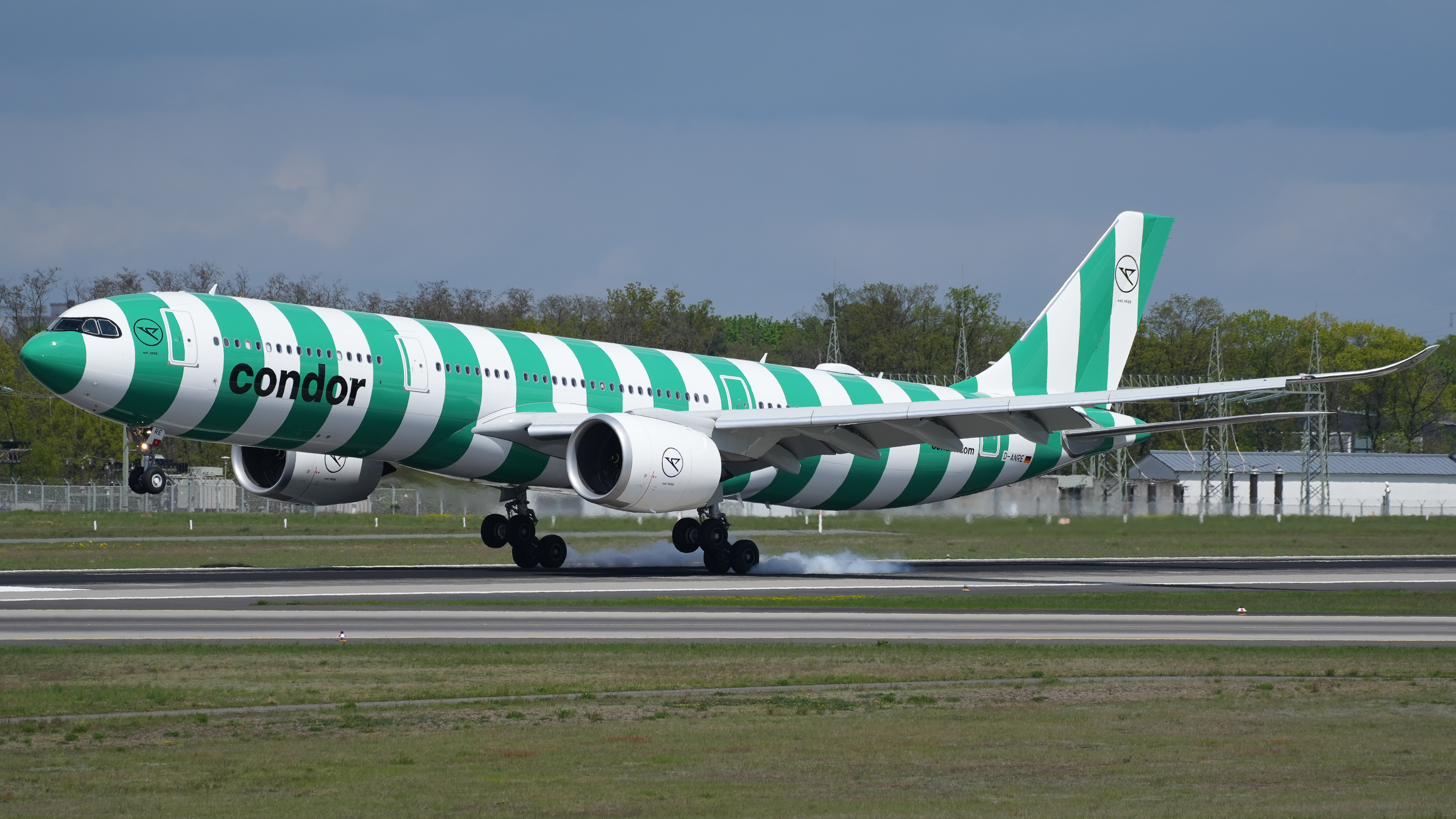
Condor Airbus A330-900neo в зелёной раскраске "Island Livery"

По состоянию на июль 2025 года флот Condor Airlines состоит из следующих самолётов, средний возраст которых составляет 10,2 год:
| Самолёт            | Количество | Заказано | Примечания                                                                                       |
| Airbus A320-200    | 10         | -        | D-AICH - Retro livery; D-AICS - "FlyPink Plane"                                                  |
| Airbus A321-200    | 13         | -        | 12 оснащены Sharklets.                                                                           |
| Airbus A320neo     | 3          | 12       |                                                                                                  |
| Airbus A321neo     | 6          | 22       |                                                                                                  |
| Airbus A330-900neo | 18         | 3        | D-ANRT - "Danke, Tecke" Titles                                                                   |
| Boeing 757-300     | 8          | -        | D-ABON - 50th Anniversary livery; все оснащены winglets; должны покинуть флот к концу 2025 года. |
| Всего:             | 58         | 37       |                                                                                                  |

Boeing 767-300ER покинула флот в марте 2024 года.

## Раскраска самолётов
Новая раскраска

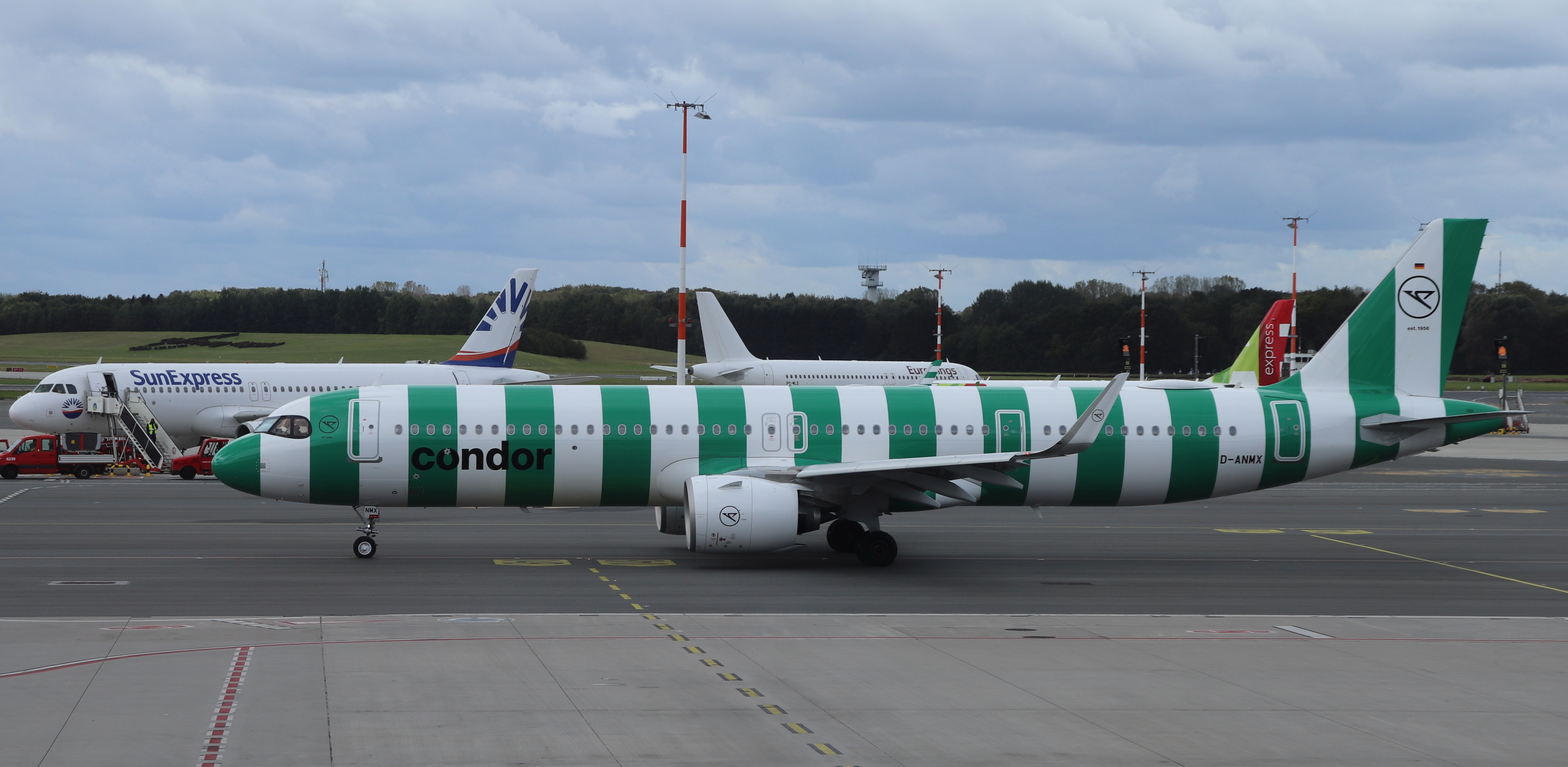
Condor Airbus A321neo в новой раскраске (зелёный "Island Livery")

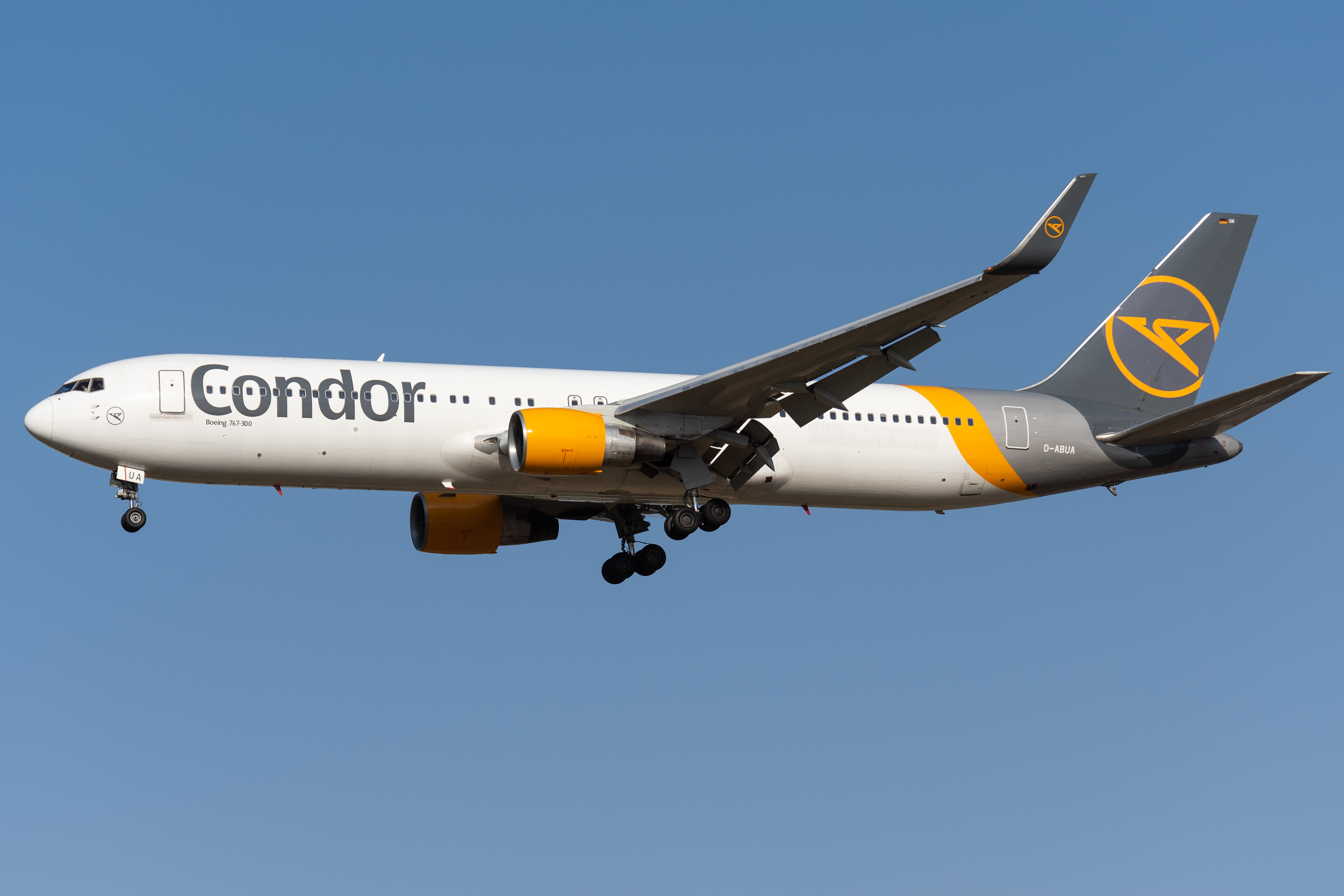
Boeing 767 авиакомпании «Condor»

Новая раскраска состоит из пяти цветов: зелёный (Green Island "остров" Livery), красный (Red Passion "страсть" Livery), жёлтый (Yellow Sunshine "солнечный свет" Livery), синий (Blue Sea "море" Livery) и бежевый (Beige Beach "пляж" Livery). Эти цвета распределены на все типы самолётов авиакомпании в полосках. Спереди стоит чёрным цветом "condor". Winglets (или Sharklets) тоже раскрашены в соответственный цвет. На другой стороне Winglets, на двигателях, за окнами кабины пилотов и между полосками на хвосте нарисован логотип Condor, под которым написано "est. 1956" ("с 1956"). На самолётах Airbus A330-900neo раскрашивают только три цвета - синий, зелёный и бежевый. Также на самолётах семейства Airbus A320 и Boeing 757-300 нет бежевой раскраски.
| Цвет                     | Самолёты                                                             | Фотография |
| ------------------------ | -------------------------------------------------------------------- | ---------- |
| Красный "Passion Livery" | Airbus A320neo, Airbus A321-200, Boeing 757-300                      |            |
| Зелёный "Island Livery"  | Airbus A321-200, Airbus A321neo, Airbus A330-900neo, Boeing 757-300  |            |
| Жёлтый "Sunshine Livery" | Airbus A320-200, Airbus A321-200, Airbus A321neo, Boeing 757-300     |            |
| Синий "Sea Livery"       | Airbus A320-200, Airbus A321-200, Airbus A330-900neo, Boeing 757-300 |            |
| Бежевый "Beach Livery"   | Airbus A330-900neo                                                   |            |

Старая раскраска

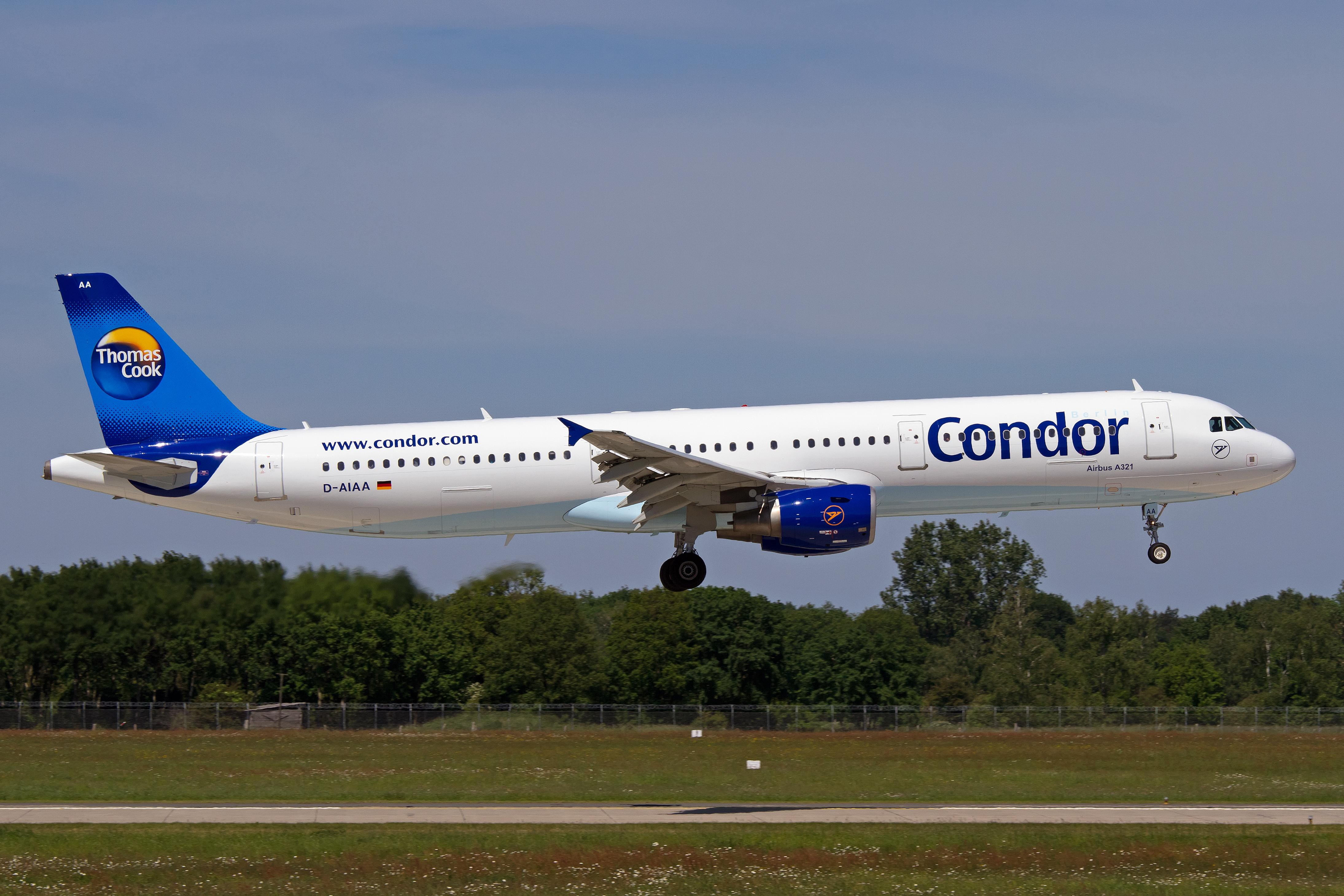
Condor Airbus A321 в старой раскраски

Раскраска самолётов Condor состоит из слова «Condor», написанного синим цветом вдоль всего белого фюзеляжа самолёта — в том же стиле, что и самолёты Thomas Cook Airlines. Хвост раскрашен логотипом Thomas Cook на синем фоне — также, как и самолёты Thomas Cook Airlines. В 1990-х годах раскраска самолётов Condor отображала принадлежность группе Lufthansa — белый фюзеляж, слово «Condor» написано чёрным цветом поверх окон; на полностью жёлтом хвосте — логотип Condor из синей птицы внутри синего круга, очень похожего на логотип Lufthansa 1970-х годов.

Специальные раскраски
| Самолёт            | Регистрация | Раскраска                  | Значение                                                 | Фото |
| ------------------ | ----------- | -------------------------- | -------------------------------------------------------- | ---- |
| Airbus A320-200    | D-AICH      | Retro Livery "Hans"        | старая раскраска "Condor Flugdienst"                     |      |
| Airbus A320-200    | D-AICS      | FlyPink Plane              | в знак против рака молочной железы                       |      |
| Airbus A330-900neo | D-ANRT      | Danke, Tecke надпись       | раскраска в честь бывшего руководителя Ральфа Текентрупа |      |
| Boeing 757-300     | D-ABON      | Wir Lieben Fliegen "Willi" | раскраска в честь 50-летию авиакомпании Condor Airlines  |      |